# Pokładełko

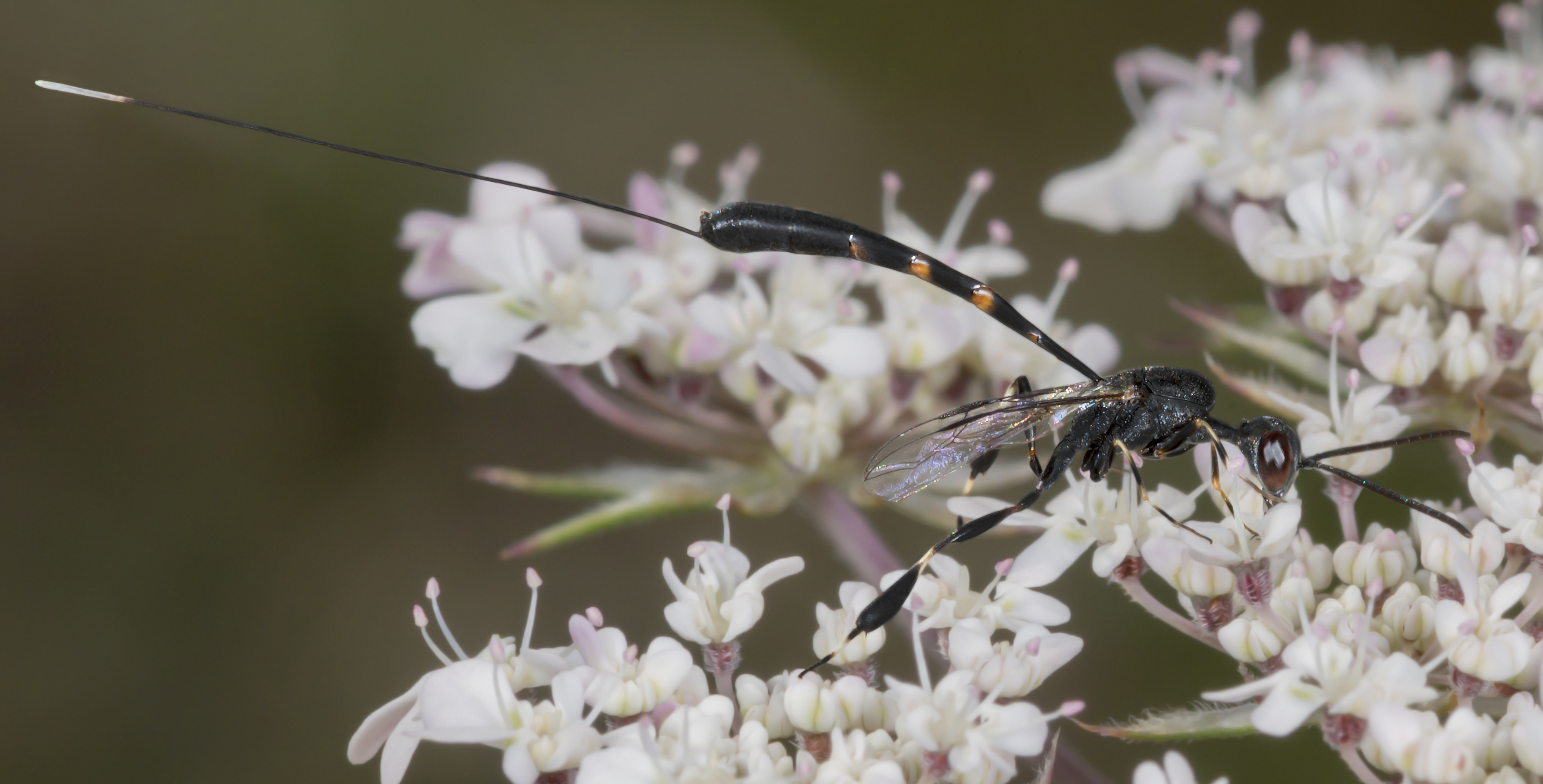
Mocno wydłużone pokładełko Gasteruption jaculator

Pokładełko (ovipositor, terebra) – narząd spotykany u wielu owadów, pajęczaków i niektórych ryb. Samicom służy do składania jaj do otworów w drzewie, mchu, zagłębień w ziemi oraz do ciał innych organizmów. U samców niektórych ryb występuje pokładełko służące do zapładniania ikry.
Pokładełko rzeczywiste to sztywny i długi twór powstający z przysadek pierścieni odwłokowych, często wystający poza koniec ciała samicy (np. u pasikoników). Występuje m.in. u skoczogonków, jętek, ważek i prostoskrzydłych.
Pokładełko teleskopowe, czyli rzekome, jest ruchome, czasem wciągane do wnętrza; występuje u motyli, muchówek i chrząszczy.
Pokładełko pojawia się też u zwierząt kręgowych. Przykładem mogą być pławikoniki, których samice za pomocą pokładełka składają jaja do torby lęgowej samców. Tam jaja są zapładniane i czekają na wyklucie do czasu zakończenia ciąży.